# اچ‌ام‌اس فیلومل (۱۸۹۰)
اچ‌ام‌اس فیلومل (۱۸۹۰) (به انگلیسی: HMS Philomel (1890)) یک کشتی است که طول آن ۲۷۸ فوت (۸۴٫۷ متر) می‌باشد. این کشتی در سال ۱۸۹۰ ساخته شد.